# Volodímir Muntian
Volodímir Muntian   (Podilsk, 14 de setembre de 1946) fou un futbolista ucraïnès de la dècada de 1970 i entrenador.
Fou 49 cops internacional amb la selecció soviètica, amb la qual participà en la Copa del Món de Futbol de 1970.
Pel que fa a clubs, defensà els colors de Dinamo de Kíiv.
Trajectòria com a entrenador:
- 1980–1982: SKA Kyiv
- 1986–1988: COSFAP Antananarivo
- 1992–1994: Ucraïna Olímpica
- 1995–1997:  Guinea
- 1998: Cherkasy
- 1999: Orion Kyiv
- 2000: Tavriya Simferopol
- 2001: Obolon Kyiv
- 2002: Alania Vladikavkaz
- 2003–2004: Kryvbas Kryvyi Rih
- 2004–2005: Vorskla Poltava
- 2008: Ucraïna U-21(interí)